# Josef Bílý
Josef Bílý (30. červen 1872 Ochoz u Zbonína – 28. září 1941 Praha) byl český generál a velitel Obrany národa.

## Služba v rakousko-uherské armádě
Po skončení základní školní docházky absolvoval v letech 1888 až 1892 kadetní školu pěchoty c.k. rakousko-uherské armády v Terstu a nastoupil službu u 15. pěšího pluku v Tarnopolu jako velitel čety a později praporový pobočník. V letech 1898 až 1900 absolvoval Vysokou školu vojenskou ve Vídni a poté odešel k 7. pěší divizi v Osijeku (Slavonie), později do Lvova a v roce 1906 do Terstu. Byl jmenován také učitelem taktiky a pořadové přípravy v kadetní škole ve Vídni. Na této pozici působil v letech 1908 až 1910. Odtud odešel ke 4. pěšímu pluku ve Vídni.
V hodnosti majora odjel 18. srpna 1914 jako velitel praporu na ruskou frontu I. světové války; zúčastnil se bojů v Haliči a Karpatech. Dne 3. července 1915 byl zraněn; zranění si léčil v polní nemocnici v Lublani. Po půl roce u vojenské vlády v Lublině byl v Brixenu jmenován velitelem praporu a od února 1917 velitelem zvláštní skupiny Oberstleutnant Bily na frontě u Asiaga. Vyučoval v informačním kurzu a v červnu 1918 se jako velitel 7. bosensko-hercegovinského pěšího pluku zúčastnil ofenzívy u Asiaga v Itálii.

## V československé armádě
Po vzniku ČSR se Josef Bílý přihlásil do formující se československé armády v Praze a 28. listopadu 1918 se stal vojákem z povolání. V hodnosti plukovníka zastával funkce na oblastním a posádkovém velitelství v Českých Budějovicích. Od jara 1920 byl krátce velitelem pluku v Užhorodě a poté velitelem pěší brigády ve Frýdku (1920 až 1922). Již jako zkušený voják byl Josef Bílý 16. prosince 1921 povýšen na generála a jmenován zástupcem velitele Zemského vojenského velitelství v Brně.
V letech 1923 až 1928 velel 6. pěší divizi a absolvoval (1924) informační kurz pro generály ve francouzském Versailles. V letech 1928 až 1935 byl velitelem Zemského vojenského velitelství v Čechách v Praze. Dne 3. dubna 1928 byl povýšen do hodnosti divizního generála a 26. června 1931 do hodnosti armádního generála. Po 47 letech ve vojenské uniformě odešel k 1. červenci 1935 do výslužby.

## Protinacistický odboj

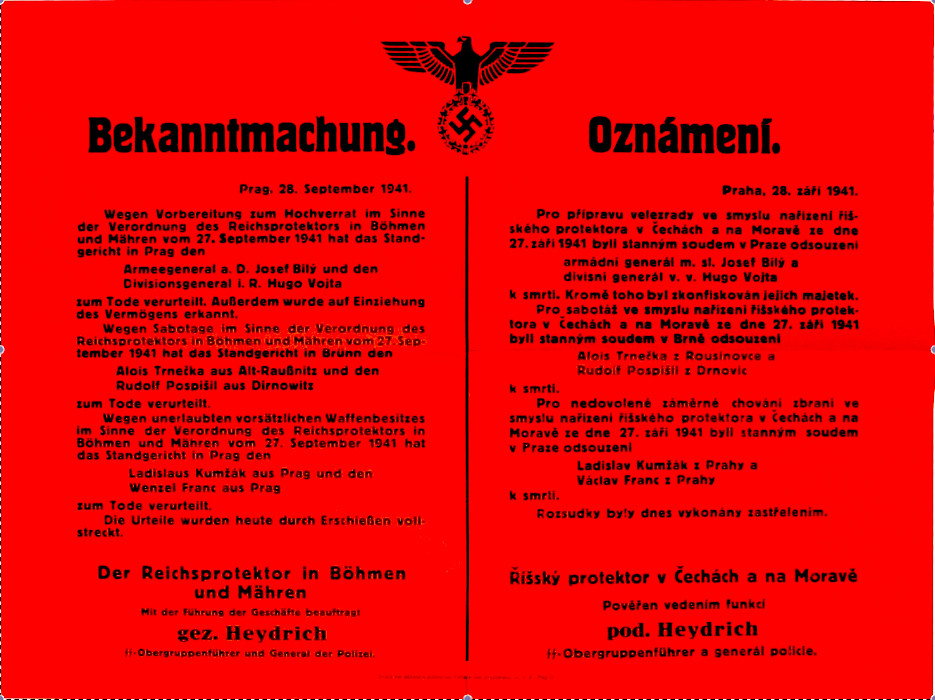
Oznámení o popravě gen. Bílého.

Ihned od začátku německé okupace v březnu 1939 se generál Josef Bílý zapojil do odboje. Stal se členem tzv. Rady starších, kterou dále tvořili generálové Alois Eliáš, Hugo Vojta a Sergej Vojcechovský. Ta dala podnět k založení ilegální protinacistické vojenské odbojové organizace Obrana národa (ON) vzniklé koncem března 1939. Po 30. červnu 1939 se armádní generál Josef Bílý stal jejím hlavním velitelem, podléhal mu zemský velitel v Čechách generál Hugo Vojta a zemský velitel na Moravě generál Bohuslav Všetička.
Po řadě zatýkání se gestapu podařilo ON částečně paralyzovat. Bílý žil od prosince 1939 v ilegalitě. Dne 14. listopadu 1940 byl zatčen gestapem v chatě na Harusově kopci v katastru obce Radňovice u Nového Města na Moravě  a uvězněn Praze na Pankráci a v Terezíně.
Zastupující říšský protektor Reinhard Heydrich po nástupu do funkce, aby zlomil odpor českých vlastenců, vydal hned první den svého úřadování Nařízení říšského protektora v Čechách a na Moravě o vyhlášení civilního výjimečného stavu ze dne 27. září 1941, podle jehož § 2 se lze v případech souvisejících s veřejnou bezpečností a veřejným pořádkem odchýliti od platného práva. „Vyhlašuji na ochranu zájmů říše s účinností od 28. září 1941 dvanácti hodin až na další na území protektorátu Čechy a Morava civilní stav výjimečný…“ Ve zprávě nadřízeným Heydrich mj. napsal: „…za prvé: Pro přípravu velezrady odsoudil stanný soud v Praze armádního generála Josefa Bílého a divizního generála Hugo Vojtu, oba mimo službu, k trestu smrti…“ Trest smrti byl vykonán 28. září 1941 ve 21 hodin zastřelením. 
Na popravišti generál Bílý odmítl pásku na oči. Jeho poslední slova zněla: „Ať žije Československá republika! Psi, palte!“

## Vyznamenání
Seznam vyznamenání.
- 1868  Jubilejní pamětní medaile 1868

- 1926  Řád medvědobijce, II. třídy - komandér

- 1898  Jubilejní pamětní medaile 1898

- 1907  Vojenská záslužná medaile, bronzová medaile

- 1908  Vojenský jubilejní kříž

- 1912  Vojenský záslužný kříž, III. třídy

- 1913  Vojenský služební odznak, III. třídy pro - důstojníky

- 1914 Vojenská záslužná medaile, stříbrná medaile

- 1915  Vojenský záslužný kříž, III. třídy

- 1915  Řád železné koruny, III. třídy - rytíř

- 1916  Řád Leopolda, V. třídy - důstojník

- 1918  Řád železné koruny, II. třídy - komandér

- 1923  Řád znovuzrozeného Polska, IV. třídy

- 1924  Řád čestné legie, IV. třídy – důstojník

- 1925  Řád italské koruny, III. třídy - důstojník

- 1925  Řád rumunské hvězdy, III. třídy - komtur

- 1926  Řád medvědobijce, II. třídy - komandér

- 1926  Řád svatého Sávy, II. třídy - velkodůstojník

- 1929  Řád čestné legie, III. třídy – komandér

- 1929  Řád Nilu II. třídy - velkodůstojník

- 1932  Řád rumunské koruny, II. třídy - velkodůstojník

- 1933  Řád jugoslávské koruny, II. třídy

- 1945  Československý válečný kříž 1939, in memoriam

- 1992  Řád Milana Rastislava Štefánika, II. třídy, in memoriam

- 2008  Kříž obrany státu ministra obrany České republiky, in memoriam

- 2018  Řád Bílého lva, I. třída vojenská skupina, in memoriam[8]

## Připomínky, pamětní desky

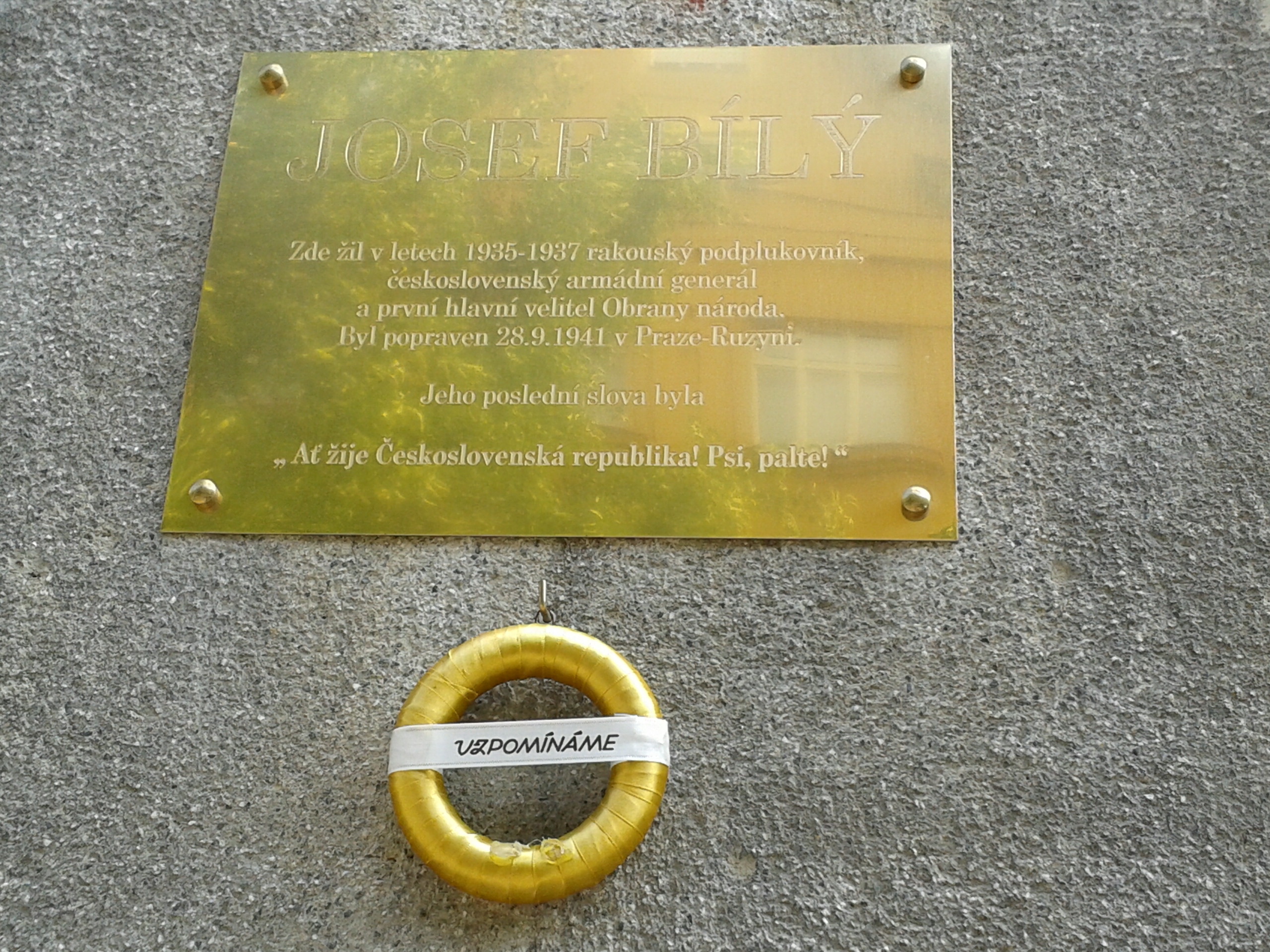
Pamětní deska ve Verdunské ulici

- Pamětní deska na domě ve Verdunské ulici (na adrese: Verdunská 801/17, 160 00 Praha 6 – Bubeneč), kde žil generál Josef Bílý do roku 1937 se svojí ženou Hanou Bílou.[9]

JOSEF BÍLÝ // Zde žil v letech 1935-1937 rakouský podplukovník, / československý armádní generál / a první hlavní velitel Obrany národa. / Byl popraven 28.9.1941 v Praze-Ruzyni. // Jeho poslední slova byla // „Ať žije Československá republika! Psi, palte!“ //
Nápis na pamětní desce ve Verdunské ulici, text,  
- Generála Josefa Bílého připomíná pamětní deska (odhalená 16. května 2009) umístěná na vnější zdi kaple.[10] Ta se nachází na vojenském hřbitově u Čížovské silnice poblíž jihočeského Písku (severozápadním směrem od Písku cca 3 km vzdušnou čarou od středu města) směrem na obec Čížová.[10]

Armádní generál Josef Bílý / vrchní velitel odbojové organizace / Obrana národa / narozen 30. 6. 1872 v Ochozu / popraven 28. 9. 1941 v Praze 
Nápis na pamětní desce u Písku, text, 
- Jméno generála Josefa Bílého je uvedeno na pamětní desce v budově jízdárny bývalých Ruzyňských kasáren.[11] Budova jízdárny se nachází v areálu vojenského útvaru v Praze-Ruzyni.[11] Areál je součástí spojovacího vojska Armády České republiky.[11] Jízdárna byla do současné podoby upravena v roce 2017.[11] (text: ... Popraveni zastřelením / 28. září 1941 / armádní generál Josef Bílý 30. 6. 1872 – 28. 9. 1941 ...[11])
- Na Staroměstské radnici převzali (v lednu roku 2018) z rukou starosty MČ Prahy 1 Oldřicha Lomeckého zástupci rodiny generála Josefa Bílého čestné občanství, které bylo generálu Josefu Bílému (in memoriam) uděleno.[12]
- Dne 28. června 2018 na vnějším plášti domu v Mikulandské ulici číslo 122/4 v Praze 1 byly slavnostně odhaleny dvě kamenné pamětní desky.[13][9] První z nich připomíná armádního generála Josefa Bílého. Ten v tomto domě žil v letech 1937 až 1939 se svou ženou Hanou.[13] Druhá pamětní deska připomíná založení vojenské ilegální odbojové organizace Obrana národa v březnu roku 1939, které se odehrálo rovněž v tomto domě (a také v bytě armádního generála Josefa Bílého).[13][14] [p 5] [p 6]

Josef Bílý / armádní generál / 30.6.1872 - 28.9.1941 / V tomto domě / žil v letech 1937 - 1939 / se svou ženou Hanou / hrdinný voják, / první vrchní velitel / odbojové organizace / Obrana národa. / Byl popraven nacisty / v ruzyňských kasárnách. / Jeho poslední slova / před statečnou smrtí byla: / „Ať žije / Československá republika! / Psi palte!“ 
Nápis na první pamětní desce, text, 
OBRANA NÁRODA / V tomto domě v bytě / armádního generála / Josefa Bílého / byla založena v březnu 1939 / po nacistické okupaci / Československa / vojenská odbojová organizace / Obrana národa. / Na jejím vzniku se podíleli / elitní generálové bývalé / československé armády, / stovky bývalých vojáků, / členů Čs. obce sokolské / a dalších statečných Čechů. / Mnozí z nich za tuto činnost / zaplatili cenou nejvyšší, / svým životem. / Čest jejich památce! 
Nápis na druhé pamětní desce, text, 
- Dne 28. června 2018 byla v pasáži, která se nachází jen pár desítek metrů od domu v Mikulandské ulici číslo 122/4 a která „nárožně“ propojuje Národní třídu s Mikulandskou ulici, slavnostně odhalena kruhová kovová pamětní deska. Ta informuje kolemjdoucí o tom, že tato pasáž je pojmenována po generálovi Josefu Bílém – „Pasáž generála Josefa Bílého“.[13][9][14]

PASÁŽ GENERÁLA JOSEFA BILÉHO // Zde v Mikulandské ulici žil armádní generál / JOSEF BÍLÝ / (30. červen 1872 až 28. září 1941) / spoluzakladatel a první velitel ilegální vojenské odbojové / organizace Obrana národa. 28. září 1941 byl za svou / protinacistickou činnost popraven. Jeho hrdinství, / s nímž čelil nepříteli, / a služba vlasti nám / budiž věčnou inspirací. / Čest jeho památce! 
Nápis na pamětní desce v pasáži, text, 

Pamětní desky v Mikulandské ulici
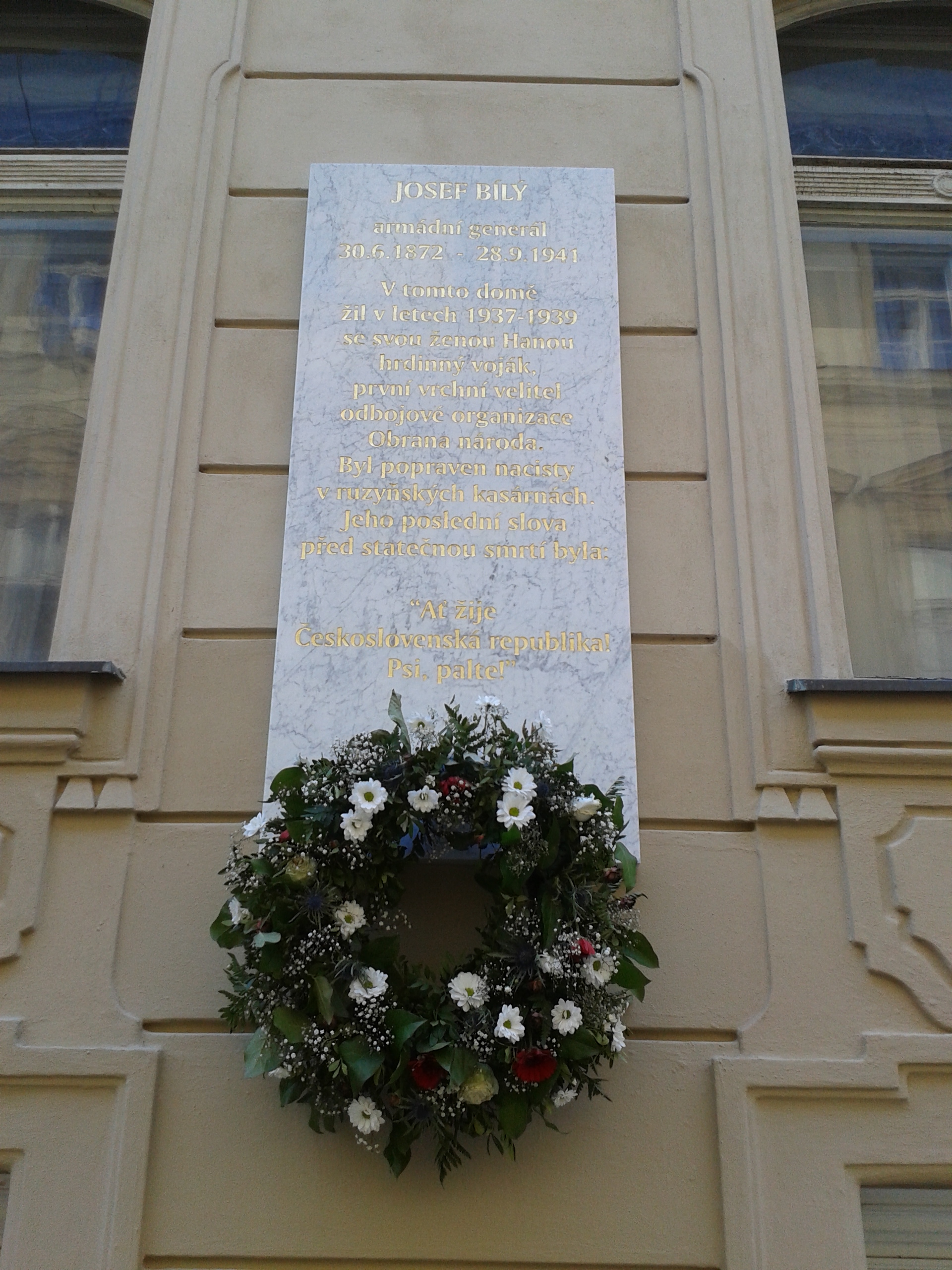
Na domě číslo 122/4 (první)
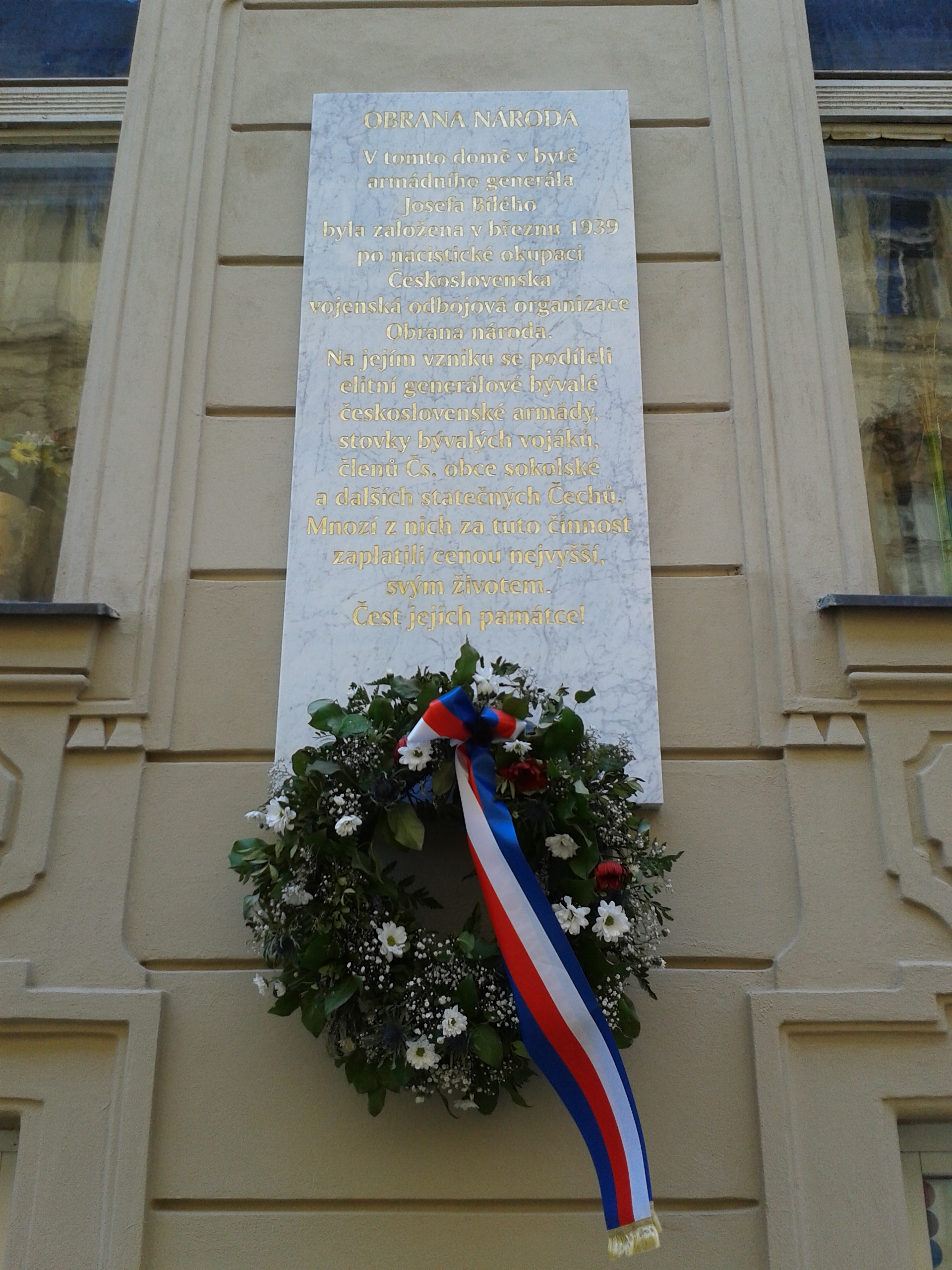
Na domě číslo 122/4 (druhá)
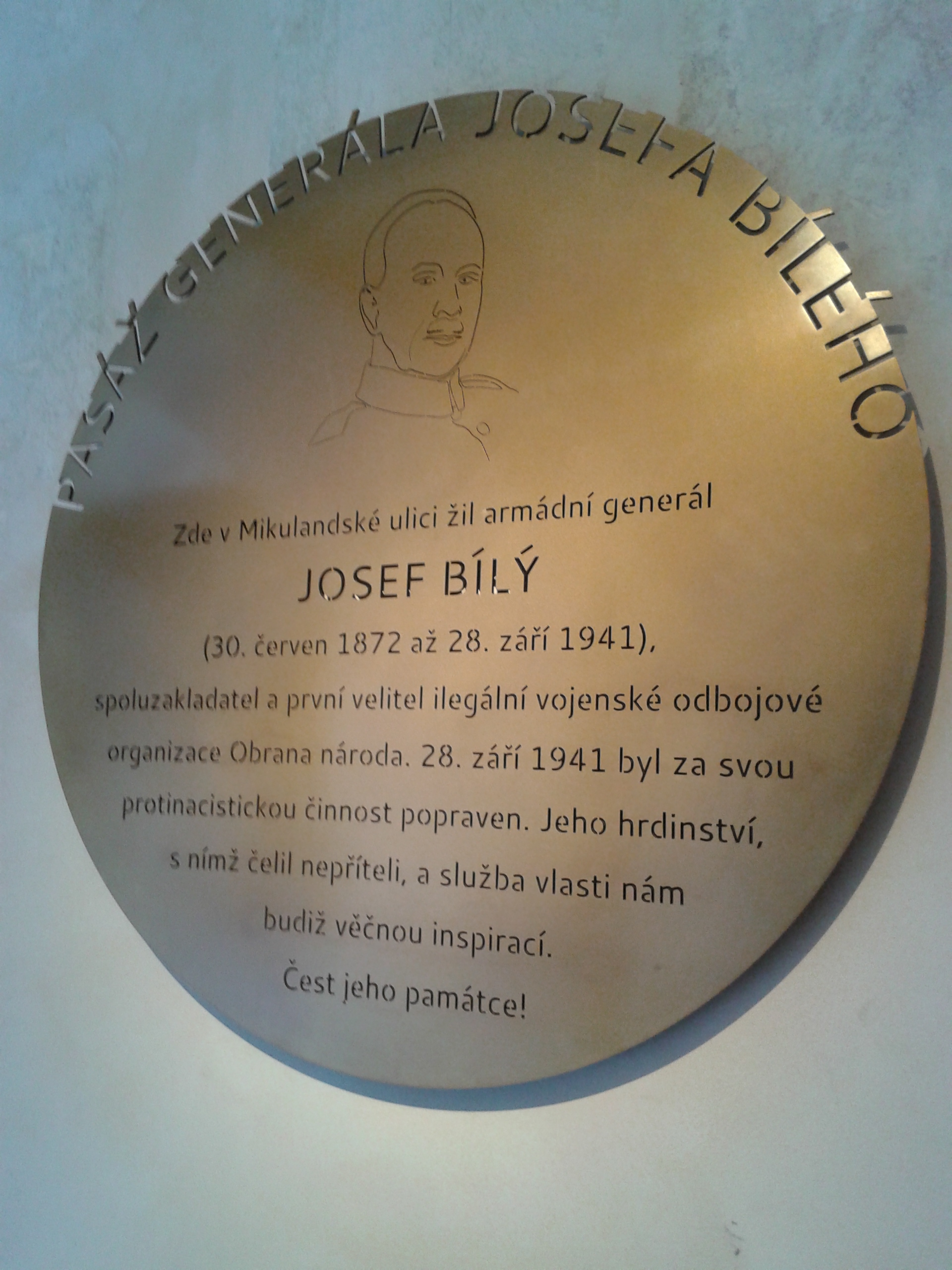
V pasáži mezi ulicemi Mikulandská - Národní třída

- Dne 30. června 2018 byla generálu Josefu Bílému slavnostně odhalena na jeho rodném domě v Ochozu u Zbonína pamětní deska.[4]
- Roku 2018 byl prezidentem Milošem Zemanem in memoriam oceněn Řádem bílého lva.